# فجري نصار
فجري نصار بن فجري العازمي  ، لاعب كرة قدم كويتي سابق.
من مواليد 1965 ،، و قد كان يلعب مع نادي الساحل الكويتي.
وتدرج في مجلس إدارة نادي الساحل خلال سنوات الماضية
و قد لعب مع منتخب الكويت لكرة القدم في كأس الخليج 1988.